# Dentidia
Dentidia  é um gênero botânico da família Lamiaceae

## Espécies
- Dentidia nankinensis
- Dentidia purpurascens
- Dentidia purpurea